# Trent Lowe
Trent Lowe (Melbourne, 8 de octubre de 1984) es un deportista australiano que compitió en ciclismo en las modalidades de montaña y carretera. Ganó una medalla de plata en el Campeonato Mundial de Ciclismo de Montaña de 2001, en la prueba de campo a través por relevos.

## Biografía
Formado en la bicicleta de montaña, Trent Lowe fue campeón del mundo junior de campo a través en el año 2002 y subcampeón mundial en la prueba por relevos en 2001.
En 2005 fichó por el equipo continental de Estados Unidos The Jittery Joe's y consigue sus primeros resultados en ruta. Ganó una etapa de la Redlands Classic y, a los 20 años, la general de los jóvenes del Tour de Georgia. Atraído por la actuación prometedora de Trent, el equipo Discovery Channel le contrató en 2006. Pasó dos temporadas sin ganar, pero obtuvo buenas clasificaciones en la pruebas por etapas. En octubre de 2007 terminó tercero en el Herald Sun Tour.
En 2008 se unió al equipo Slipstream Chipotle, que pasó a llamarse Garmin-Transitions en 2010. Lastrado por lesiones crónicas, la relación con el Garmin no terminó de buena manera, ya que para 2011 el equipo no le renovaría contrato y Lowe tuvo contactos con el equipo Pegasus Sports. La caída del proyecto Pegasus hizo que finalmente Lowe quedara sin equipo en la temporada 2011.

## Palmarés

### Ciclismo de montaña
| Campeonato Mundial | Campeonato Mundial    | Campeonato Mundial | Campeonato Mundial         |
| Año                | Lugar                 | Medalla            | Competición                |
| ------------------ | --------------------- | ------------------ | -------------------------- |
| 2001               | Vail (Estados Unidos) | Medalla de plata   | Campo a través por relevos |

### Carretera
2005
- 1 etapa de la Redlands Classic

## Resultados en Grandes Vueltas y Campeonatos del Mundo
| Carrera         | Carrera         | 2005 | 2006 | 2007 | 2008 | 2009 | 2010 |
| --------------- | --------------- | ---- | ---- | ---- | ---- | ---- | ---- |
|                 | Giro de Italia  | —    | —    | —    | —    | —    | —    |
|                 | Tour de Francia | —    | —    | —    | 75.º | —    | —    |
|                 | Vuelta a España | —    | —    | —    | —    | —    | —    |
| Mundial en Ruta | Mundial en Ruta | —    | —    | Ab.  | Ab.  | —    | —    |

| —: No participó | Ab: Abandono |